# Dendroarabis
Dendroarabis là chi thực vật có hoa trong họ Cải.